# تشيرتسي

تشيرتسي هي بلدة تقع في مقاطعة سري،إنجلترا.